# Exmouth Island
Exmouth Island ist eine unbewohnte Insel in der Qikiqtaaluk-Region des kanadischen Territoriums Nunavut.

## Geographie
Exmouth Island bildet mit Table Island und Ekins Island eine Inselgruppe, die im Belcher-Kanal zwischen der Devon Island im Süden und Cornwall Island im Norden liegt. Die Insel ist oval mit einer kleinen Halbinsel im Nordosten. Sie ist 3,6 km lang und bis zu 2,9 km breit. Vom zentralen Plateau, das im Milne Peak eine Höhe von 182 m erreicht, fällt das Gelände nach allen Seiten steil ab.
Die Insel besteht aus rotem Sandstein, nur die oberste ca. 35 m dicke Schicht besteht aus fossilienhaltigem Kalkstein aus der Mitteltrias.

## Geschichte
Edward Belcher entdeckte die Insel am 27. August 1852 auf der Suche nach der verschollenen Franklin-Expedition. Er benannte sie in Gedenken an die Bombardierung Algiers im Jahr 1816 durch ein von Admiral Edward Pellew, 1. Viscount Exmouth, geführtes britisch-niederländisches Geschwader, die sich an diesem Tag jährte. Belcher hatte an Bord der HMS Superb selbst an dieser Militäraktion teilgenommen. Von Exmouth Island brachte er einige Fossilien, darunter die eines Ichthyosaurus, zurück nach England, die von John William Salter und Richard Owen wissenschaftlich beschrieben wurden.